# Macleania benthamiana
Macleania benthamiana är en ljungväxtart som beskrevs av Wilhelm Gerhard Walpers. Macleania benthamiana ingår i släktet Macleania och familjen ljungväxter. Inga underarter finns listade i Catalogue of Life.